# Armando Barbeito
Armando Barbeito (Buenos Aires, 25 de septiembre de 1921-Buenos Aires, 9 de marzo de 2017) fue un productor radial y televisivo argentino.

## Biografía
Armando Barbeito nació el 25 de septiembre de 1921 en el barrio de Almagro, en la Ciudad de Buenos Aires. Cuando cursaba su sexto grado de primaria su madre lo llevó a la famosa Radio El Mundo en 1936, donde comenzó su extensa carrera de productor radial y televisivo. 

## Carrera
Barbeito comenzó su profesión primero como cadete de Radio El Mundo a los 14 años y luego como productor por 24 años. En ese momento conoció a Eva Duarte de Perón y, tiempo después, al general Juan Domingo Perón. Luego de pasar por varias secciones como contaduría, departamento comercial, se desempeñó como coordinador de programas, donde trabajó con grandes artistas como Carmen Miranda (a quien conoció a los 17 años), Édith Piaf, María Félix, Niní Marshall y Coronato Paz.Inauguró el canal 4 de Montevideo, Uruguay, junto a Luis Sandrini y Borda, en la que se desempeñó como productor general y Alberto Olmedo como un cadete.
Trabajó durante varios años con Mirtha Legrand y luego fue director de canal 11 durante 5 o 6 meses.
Se codeó con grandes del mundo y de Argentina como Tita Merello, Chicho Ibáñez Serrador, Tania, Rosa Rosen, Irma Córdoba y Pelé. También trabajó con su gran maestra Blackie, Alberto Migré, Beatriz Taibo, Nora Cárpena, Alberto Martín, Teté Coustarot, Norma Aleandro y sus grandes amigos, Gloria Guzmán, Libertad Lamarque, Pepe Parada y el actor Guido Gorgatti. También fue un gran compañero del famoso mimo Marcel Marceau.
Fue el responsable de catapultar a la fama a la actriz, vedette y conductora Susana Giménez, tras elegirla en una serie de fotos para el comercial de los jabones Cadum.
En televisión fue productor de programas como:
- Volver a vivir
- Almorzando con Mirtha Legrand
- Videoshow
- Con Sabor a Pinky
- 20 Mujeres
- Terraza al Mar
- Show Fantástico, junto con  Lucía Miranda.
- Teleobjetivo

En 1978 produjo un especial para Canal 7 (Buenos Aires) con su amigo el cantautor Laureano Brizuela.
En 1979 trabajó como productor cinematográfico en televisión en el film El jugador protagonizada por Rodolfo Beban y Gabriela Gili.
En su programa Show Fantástico les dio lugar a un famoso dúo conocido como Pimpinela.
En radioteatro produjo:
- Mademoiselle Elise, con Tita Merello y María Esther "Beba" Vignola , escrita por Mario Luis Moretti y dirigida por José Tresenza.[8]

En 2013 estuvo como invitado especial en el programa Hechos y protagonistas de Anabela Ascar emitido por Crónica TV.
Falleció el 9 de marzo de 2017 a los 95 años.